# Meriania peltata
Meriania peltata là một loài thực vật thuộc họ Melastomataceae. Đây là loài đặc hữu của Colombia.